# 蔣拭之
蔣拭之（1670年—1740年），字季眉，号蓼厘，浙江鄞县人，清朝学者。

## 生平
幼时家贫，四岁父母皆去世。1688年，补诸生。熟读经史，擅长作八股文，海内闻名。教书为业，门下弟子多登进士第。康熙五十六年（1717年），考中举人。乾隆元年（1736年），与好友邵铎同登进士第。在京城名重一时，散馆归班。
是史学家全祖望的舅父（另说娘舅），在全幼时悉心教导其读书方法。提出“遍閱各家注疏，參以史傳，以辨古今異同”的研习方法，全氏治史受其影响颇深。工书法。与何焯、查慎行等为密友。1742年，与全祖望结成“真率社”，写诗相互唱和。

## 代表著作
- 《狗吠》
- 《暮耕斋偶存》
- 《非其财者也》
- 《浙宁天后宫碑记》[6]